# Luboš Přibyl
Luboš Přibyl (* 16. října 1964 Pardubice) je bývalý český fotbalový brankář. Jeho bratrancem je Martin Pulpit.

## Fotbalová kariéra
V mládežnických kategoriích hrál za VCHZ Pardubice. V lize působil ve Slávii Praha, na vojně v RH Cheb. Po vojně se vrátil do Slávie a do roku 1991 do roku 1994 chytal za SK Sigma Olomouc. Od roku 1994 do roku 2002 chytal za Zbrojovku Brno (FC Boby Brno / FC Stavo Artikel Brno). Kariéru končil v AFK Chrudim a FC Hradec Králové. V naší nejvyšší soutěži odchytal 348 utkání, z toho 107 s nulou. V evropských pohárech nastoupil jedenáctkrát, z toho třikrát vychytal čisté konto. V mládežnických reprezentacích odehrál 29 utkání, jednou nastoupil za reprezentační B-tým. Po skončení aktivní kariéry působí jako trenér brankářů.
Počtem prvoligových sezon odchytaných v dresu Zbrojovky Brno (Boby/Stavo Artikel/1. FC) vyrovnal rekord Josefa Hrona (9). V počtu prvoligových zápasů i čistých kont je ve zbrojovácké historii druhý (224/68) za Josefem Hronem (246/75)

## Ligová bilance
| Ročník                                   | Zápasy | Góly | Minuty | Nuly | Klub                  |
| ---------------------------------------- | ------ | ---- | ------ | ---- | --------------------- |
| 1. československá fotbalová liga 1983/84 | 14     | 0    | 1 179  | 2    | Slavia Praha          |
| 1. československá fotbalová liga 1987/88 | 4      | 0    | 240    | 0    | RH Cheb               |
| 1. československá fotbalová liga 1988/89 | 18     | 0    | 1 620  | 6    | Slavia Praha          |
| 1. československá fotbalová liga 1989/90 | 1      | 0    | 90     | 0    | Slavia Praha          |
| 1. československá fotbalová liga 1990/91 | 3      | 0    | 270    | 0    | Slavia Praha          |
| 1. československá fotbalová liga 1990/91 | 15     | 0    | 1 350  | 4    | SK Sigma Olomouc      |
| 1. československá fotbalová liga 1991/92 | 30     | 0    | 2 700  | 11   | SK Sigma Olomouc      |
| 1. československá fotbalová liga 1992/93 | 22     | 0    | 1 980  | 9    | SK Sigma Olomouc      |
| 1. česká fotbalová liga 1993/94          | 17     | 0    | 1 530  | 7    | SK Sigma Olomouc      |
| 1. česká fotbalová liga 1994/95          | 25     | 0    | 2 162  | 10   | FC Boby Brno          |
| 1. česká fotbalová liga 1995/96          | 27     | 0    | 2 401  | 8    | FC Boby Brno          |
| 1. česká fotbalová liga 1996/97          | 29     | 0    | 2 610  | 8    | FC Boby Brno          |
| Gambrinus liga 1997/98                   | 27     | 0    | 2 381  | 6    | FC Boby Brno          |
| Gambrinus liga 1998/99                   | 28     | 0    | 2 471  | 8    | FC Boby Brno          |
| Gambrinus liga 1999/00                   | 30     | 0    | 2 700  | 10   | FC Stavo Artikel Brno |
| Gambrinus liga 2000/01                   | 30     | 0    | 2 700  | 11   | FC Stavo Artikel Brno |
| Gambrinus liga 2001/02                   | 21     | 0    | 1 890  | 6    | FC Stavo Artikel Brno |
| Gambrinus liga 2002/03                   | 7      | 0    | 564    | 1    | 1. FC Brno            |
| CELKEM                                   | 348    | 0    | 30 838 | 107  |                       |